# Katharinenplaisir
Katharinenplaisir ist ein zu Cleebronn im Landkreis Heilbronn im nördlichen Baden-Württemberg gehöriges Hofgut.

## Geschichte
Der auf mainzisch Cleebronner Gebiet, außerhalb der Siedlung Cleebronns, nahe dem Weiler Treffentrill unterhalb des Michaelsbergs liegende Gutshof wurde 1733 durch den Bönnigheimer Amtmann Franz Xaver Grimm erbaut und nach seiner Ehefrau benannt. 1776 verkaufte der Sohn des Erbauers das Hofgut an einen Grafen von Martinego sowie an dessen Haushälterin, was auf Kritik des Pfandnehmers der Mainzer Herrschaft, Graf Stadion, stieß, der die uneheliche Beziehung der Besitzer für gefahrvoll und verdächtig hielt. Schon 1779 kam das Hofgut an Johann Philipp Gaum, der ebenfalls wegen seiner ehelichen Verhältnisse kritisiert wurde. Über Louis Grimm kam der Hof bis 1807 in den Besitz des Ludwigsburger Hofgärtners Richter.
Im März 1809 versuchten Barbara Juliane von Krüdener und Maria Gottliebin Kummer, auf dem Hof eine „christliche Kolonie“ zu gründen. Das Unternehmen scheiterte daran, dass beide Frauen bereits im Mai 1809 aus Württemberg ausgewiesen wurden.
Die Besitzer des Hofguts wechselten in häufiger Folge. 1943 war der Hof zeitweise im Besitz von Carl Friedrich Goerdeler. Nach dem Zweiten Weltkrieg erwarb der Fabrikant Gotthold Haffner das Anwesen.